# 联珠镇
联珠镇，原称玖联镇，是中华人民共和国云南省普洱市墨江哈尼族自治县下辖的一个乡镇级行政单位。

## 行政区划
联珠镇下辖以下地区：
紫金社区、天溪社区、回归社区、新发社区、癸能村、章差村、者铁村、埔佐村、班中村、桑田村、快发村、赖蚌村、碧连村、勇溪村、碧溪村、克曼村、栖马村、马路村、南北村、卧龙村、坝洛村、连路村、班茅村、义勇村、玉碧村、路水村、象鼻村、五素村、高寨村、瓦房村、愧竜村、会亮村、仁里村、新联村、曼坪村和曼嘎村。

## 中国传统村落
2012年，碧溪古镇村被评为首批“中国传统村落”。